# چکاوک بال‌کوب شرقی
چکاوک بال‌کوب شرقی (نام علمی: Mirafra fasciolata) نام یک گونه از تیره چکاوک است.